# 伊号第二十六潜水艦
伊号第二十六潜水艦（いごうだいにじゅうろくせんすいかん、旧字体：伊號第二十六潜水艦）は、大日本帝国海軍の伊十五型潜水艦（巡潜乙型）の7番艦。
当初は伊号第二十七潜水艦と命名されていたが、1941年（昭和16年）11月1日に伊号第二十六潜水艦と改名されている。この艦の方が先に竣工するため艦名が変更されたのだという。

## 艦歴
1939年（昭和14年）の第四次海軍軍備補充計画（④計画）により、1939年6月7日に呉海軍工廠で起工。1940年（昭和15年）4月10日に進水、1941年（昭和16年）11月6日に竣工。竣工と同時に横須賀鎮守府籍となり、第六艦隊第1潜水戦隊第4潜水隊に編入された。
同日、呉を出港し、瀬戸内海で訓練を行う。12日、横須賀に到着。
太平洋戦争開戦時には第六艦隊第1潜水戦隊第4潜水隊に所属。1941年（昭和16年）11月19日、「伊号第二十六潜水艦（以下伊26）」は横須賀から出撃した。このとき、より長期の哨戒ができるよう、格納筒には食料が詰め込まれていた。また、竣工したばかりの「伊26」用の魚雷がなかったことから、「伊26」には旧式の六年式魚雷10本が用意されることとなった。「伊26」はまず北上し、キスカ島、アダック島、ダッチハーバーなどの偵察を実施。それから南下し、開戦時にはハワイの北東1000浬付近にあった。開戦当日、「伊26」は米オリバー・J・オルソン社貨物船「シンシア・オルソン（Cynthia Olson)」（2,140トン）を沈めた。
12月7日、北緯33度42分 西経145度29分 / 北緯33.700度 西経145.483度のサンフランシスコ沖300浬地点付近で、タコマからホノルルへ陸軍向けの輸送物資を搭載して10ノットで航行中の「シンシア・オルソン」を発見し、追跡。真珠湾攻撃の開始と同時に同船を攻撃しようとした。12月8日、開戦時刻をもって浮上し砲撃。「シンシア・オルソン」が沈まないため魚雷1本も発射したが、途中から曲がりはじめ外れた。「伊26」の砲撃の開始は真珠湾攻撃より約20分早かったという。「伊26」はいったん潜航し、しばらくしてから浮上して再び砲撃を行い、その後再度潜航。日没後に浮上したときには「シンシア・オルソン」の姿はなくなっていた。「伊26」の発射弾数は47発であった。「シンシア・オルソン」撃沈は日本海軍史上最初の潜水艦による敵艦船撃沈であった。
9日、伊6がオアフ島沖を東北東へ向け航行中のレキシントン級空母1、巡洋艦2隻を発見したため、迎撃に向かった。20日、アメリカ西海岸沿岸における通商破壊作戦に参加し、ファンデフカ海峡に進出して哨戒。複数の商船を発見するが、荒天と視界不良により攻撃はできなかった。1942年（昭和17年）1月11日、クェゼリンに到着。同地で魚雷を九五式酸素魚雷に交換した。2月1日、クェゼリンはマーシャル・ギルバート諸島機動空襲を受けるが、伊26に被害はなかった。その後迎撃に向かったが空振りに終わり、クェゼリンに戻った。
14日、伊26は第1次K作戦に参加するべく格納筒を燃料タンクに改造し、20日にクェゼリンを出港。飛行艇が帰投に失敗した場合に備えて待機位置についた。3月21日、横須賀に到着し、格納筒の復元と整備が行われた。
5月16日、伊26は横須賀を出港。24日、コディアック島を偵察。26日、チリコフ島とシトキナク島を偵察。27日、AL作戦に参加し、伊25が搭載機を収容できなくなった際の予備として待機。31日、シアトル近海に進出。6月7日1410、北緯48度19分 西経125度40分 / 北緯48.317度 西経125.667度フラッタリー岬南西35浬地点付近で、新聞紙1,250トンを輸送中の米貨物船コースト・トレーダー（Coast Trader、3,286トン）を発見し、魚雷1本を発射。右舷に命中したコースト・トレーダーは船尾から沈没した。20日、バンクーバー島西方5浬地点で浮上し、レーダー基地へ向け主砲弾17発を発射したが、荒天と視界不良により命中せず、ほとんどがエステバンポイントの灯台周辺に着弾した。砲撃後伊26は現場を離れ、5隻のカナダ船とカナダ空軍のスーパーマリン ストランレアが伊26の迎撃にむかったが、伊26を見つけられなかった。30日、哨戒区域を離れ、7月7日に横須賀に到着した。8月10日、第4潜水隊の解隊に伴い、第2潜水隊に編入。
15日、伊26は横須賀を出港し、トラックに向かう。20日早朝、ガダルカナル島南東250浬地点で、横浜海軍航空隊所属の九七式飛行艇が、14ノットでガダルカナル島へ向かっていたロング・アイランド(USS Long Island, CVE-1)からなる米機動部隊を発見したため、迎撃に向かった。23日、ソロモン諸島南東沖の哨戒線に到着し哨戒。25日1600、ソロモン諸島南東沖で空母1、駆逐艦10からなる米機動部隊を発見。2000に空母1、重巡1の米艦隊を発見。26日0020、戦艦2、空母1、駆逐艦多数からなる米機動部隊を発見。30日0240、戦艦2、駆逐艦若干からなる米艦隊を発見。31日未明、エスピリトゥサント島北西沖で浮上充電中、遠方にいくつかの灯を発見。米機動部隊と判断し、深度81mの位置へ潜航した。このとき、米戦艦ノースカロライナ(USS North Carolina, BB-55)が伊26をレーダー探知し、ファラガット(USS Farragut, DD-348)が確認に向かったが、途中で反応が消えた。3時間後、伊26は再度浮上するが、敵の姿はなかった。捜索も空振りに終わり、移動しようとした際に23kmの距離で米空母サラトガ(USS Saratoga, CV-3)を発見。伊26は潜航するが、攻撃位置への移動に失敗。その後、サラトガはコースを変更したため、サラトガの右舷横1000mの好射点につくが、魚雷の発射準備が完了していなかったため失敗。0746、伊26はマクドノー(USS Macdonough, DD-351)のすぐ横で、3500mの距離で魚雷を一斉発射し、深度100mの位置へ潜航した。駆逐艦からの警告によりサラトガは魚雷を発見。1本が舵の故障で命中せず、4本は回避行動によって外れたが、1本が右舷バルジ後部に命中。行動不能に陥ったサラトガは米重巡洋艦ミネアポリス(USS Minneapolis, CA-36)に曳航され、トンガタプ島に向かった。米駆逐艦フェルプス(USS Phelps, DD-360)と米駆逐艦モンセン(USS Monssen, DD-436)、マクドノーは伊26をソナー探知して爆雷攻撃を行ったが、伊26に被害はなかった。9月13日、横浜海軍航空隊所属の二式飛行艇が、ツラギ南南東345浬地点付近で米機動部隊を発見したため、迎撃に向かった。25日、トラックに到着。
10月5日、伊26はトラックを出港。11日2226、ガダルカナル島南西沖で北上する米巡洋艦1隻を発見して潜航するも、攻撃位置への移動に失敗。2341に浮上して報告を行った。18日、インディスペンサブル礁に到着し、水上機母艦千歳から発進した零式水上偵察機への給油に従事する。同日、米哨戒機を発見したため急速潜航した際にサンゴ礁に艦首が衝突し、魚雷発射管3本が損傷。25日にはB-17が飛来してきたため潜航。26日、インディスペンサブル礁を出港。11月13日、潜航中に米重巡サンフランシスコ(USS San Francisco, CA-38)を発見。無事だった魚雷発射管から魚雷3本を発射。魚雷は全てサンフランシスコには命中せず、うち1本がヘレナ(USS Helena, CL-50)に向かったがこれも命中しなかった。しかし、1本が米軽巡洋艦ジュノー(USS Juneau, CL-52)の左舷中央部火薬庫付近に命中し、ジュノーは大爆発を起こして船体が2つに折れ、20秒で轟沈した。艦長以下殆どの乗組員（サリヴァン兄弟を含む）が死亡しアメリカ海軍にとっては後の重巡洋艦インディアナポリスの沈没を上回る大損害となり、僚艦ヘレナの艦長は救助を怠ったとして解任された。14日朝、駆逐艦2隻を発見。0654、米哨戒機が飛来してきたため潜航。その後フレッチャー(USS Fletcher, DD-445)の追跡を受けるが、離脱に成功。29日、トラックに到着。12月3日、トラックを出港し、9日に横須賀に到着して修理を受ける。
1943年（昭和18年）1月15日、伊26は横須賀を出港。20日にトラックに到着。23日、輸送物資を乗せた特型運貨筒を搭載してトラックを出港。28日夜、エスペランス岬に到着して特型運貨筒を発進させた後潜航して離脱。20分後、米哨戒艇2隻がやってきているが、伊26は見つからずに済んだ。29日、レンネル島沖海戦の支援に向かったが、スコールにより失敗。30日、曳航中の米重巡洋艦シカゴ(USS Chicago, CA-29)の迎撃を命ぜられるが、シカゴは空襲で撃沈された。2月3日、米駆逐艦1隻を発見。2月8日、航空偵察によりレンネル島南南東150浬地点付近で発見した米機動部隊の迎撃に向かったが、空振りに終わった。11日、トラックに到着。
3月1日、伊26はトラックを出港。3日、ビスマルク海海戦で全滅した船団の乗員救助を命ぜられて急行。6日に生存者20名を救助し、7日にラエに揚陸した。8日、生存者54名を救助し、9日にラエに揚陸した。その後出港し、オーストラリア東方沖に進出する。28日、浮上航走中に哨戒中の豪アブロ アンソンに発見されて機銃掃射を受けるが、夕闇に紛れて離脱することに成功。4月11日、南緯37度24分 東経150度19分 / 南緯37.400度 東経150.317度のハウ岬南東19浬地点付近で、メルボルンからニューキャッスルへ航行中のQC68船団を発見して魚雷3本を発射。1401、ワイアラからニューキャッスルへ鉄鉱石を輸送中のユーゴスラビア貨物船レシナ（Recina、4,732トン）の右舷に1本が命中し、同船は1分で沈没した。豪敷設艇モレスビー（HMAS Moresby）が生存者の救助と反撃の爆雷7発を投下。豪掃海艇タウンズビル（en:HMAS Townsville (J205)）、ベンディゴ（en:HMAS Bendigo (J187)）が攻撃に参加するが、伊26に損害はなかった。24日1900、南緯24度26分 東経153度44分 / 南緯24.433度 東経153.733度のフレーザー島サンディ岬北東35浬地点付近で、砂糖を積んでボーエンからブリスベンに向かっていた単独航行中の豪貨物船コワーラ（Kowarra、2,125トン）へ向け魚雷3本を発射。魚雷が命中したコワーラは缶が爆発し、船体をへし折られて45秒で沈没した。5月10日、トラックに到着。
6月14日、伊26はトラックを出港し、フィジー諸島方面に向かった。25日、スバ南西180浬地点付近で輸送船団を発見して接近中、ニュージーランド空軍のロッキード ハドソンに発見され、爆雷4発を投下される。 3分後、ハドソンの乗組員は海面に浮遊する少量の重油を発見する。8月7日、トラックに到着。その後トラックを出港し、23日に横須賀に到着して整備を受ける。
11月21日、伊26は横須賀を出港し、ペナンに移動。25日、第8潜水戦隊所属となる。
12月、二式大艇によるコーチン偵察が実行された。これは途中で伊26から燃料補給を受ける計画であった。伊26は12月8日にペナンから出撃し、12月16日にモルディブ諸島ミラズミ環礁でポートブレアから飛来した二式大艇に燃料補給を行った。しかし、二式大艇はうねりのため離水に失敗してフロートを破損し、その乗員の収容後伊26は二式大艇を銃撃して沈めた。21日に光機関のインド人工作員12人をカラチ南東沖で降ろした。28日、ハドラマウト近海でアーバーダーンからモンバサに向かっていた米リバティ船ロバート･E･ホーク（Robert E. Hoke、7,176トン）を発見し、魚雷3本を発射。うち1本がロバート･E･ホークの4番船倉に命中し、同船を撃破した。大破したロバート･E･ホークはその後アデンを経由してスエズへ曳航されたが、同地で全損と判断され放棄された。31日、カラチ近海で英タンカートーナス（Tornus、8,054トン）を発見し魚雷3本を発射。うち1本が命中したトーナスは傾斜したものの防水作業に成功した。伊26は反対側からさらに2発の魚雷を発射するが、命中しなかった。1944年（昭和19年）1月2日、オマーン湾で米リバティ船アルバート・ギャランチン（Albert Gallatin、7,176トン）を発見して魚雷4本を発射するが、命中しなかった。このため、浮上して砲撃を行い、アルバート・ギャランチンを撃破した。撃破後、ブリストル ブレニムが飛来し、爆弾4発を投下されるも、小破で済んだ。アルバート・ギャランチンは漂流の末、北緯21度21分 東経59度58分 / 北緯21.350度 東経59.967度の地点で沈没した。15日、シンガポールに到着して修理を受ける。
修理完了後、伊26はシンガポールを出港し、2月20日にペナンに到着。27日、ペナンを出港し、アラビア海に進出。3月初旬、光機関のインド人工作員10人をカラチ西方沖で降ろした。13日、北緯21度30分 東経66度11分 / 北緯21.500度 東経66.183度のカラチ南南西300浬地点付近で、16,000キロリットルの石油を積んでイランからボンベイに向かっていた米タンカーH・D・コリアー（H. D. Collier、8,298トン）を発見し、魚雷を発射。魚雷は命中し、炎上の末同船は沈没した。21日、北緯20度48分 東経59度38分 / 北緯20.800度 東経59.633度の地点で、空船でアデンからアーバーダーンへ向かっていたノルウェータンカーグレナ（Grena、8,117トン）を発見して雷撃。魚雷が命中したグレナは船体が分断されて沈没した。伊26は浮上し、漂流する生存者へ向け銃撃を行ったが、死傷者は出なかった。29日1615、北緯16度40分 東経64度30分 / 北緯16.667度 東経64.500度の地点で米リバティ船リチャード・ホベイ（Richard Hovey、7,176トン）を発見して雷撃。伊26は魚雷3本が命中したリチャード・ホベイの左舷側へ浮上し、砲撃を開始。リチャード・ホベイは放棄され、沈没した。伊26は救命ボートを銃撃し、リチャード・ホベイの船員4名が戦死した。戦後、当時の艦長はBC級戦犯として懲役5年、この件を含めた事例により第8潜水戦隊司令官、第六艦隊司令長官などが懲役10年から20年を宣告された。似たような事例としては伊8の例がありこちらの方が纏まった資料が残っている。4月18日、ペナンに到着。5月3日、ペナンを出港し、15日に呉に到着して整備を受ける。6月25日、第15潜水隊に編入。
27日、伊26は運砲筒を搭載して呉を出港し、サイパンに向かった。7月5日にグアムへ行き先を変更。9日、グアムに到着。海底に沈座して夜になるのを待ち、夜になってから浮上。運砲筒を発進して輸送物資を揚陸し、便乗者120名を収容して出港。さらにテニアン島からの搭乗員収容を命じられたが、同島はすでに連合国軍の包囲下にあり、収容することはできなかった。22日、横須賀に到着して便乗者を降ろした後、整備を受ける。この輸送作戦には4隻の潜水艦が従事したが、成功したのは伊26のみである。
整備完了後、呉に移動した伊26は、10月13日に呉を出港し、フィリピン方面に向かった。18日1700、マニラ沖520浬地点付近で米軍機を発見。24日、レイテ島南東沖に移動し、レイテ沖海戦に参加。25日、レイテ島近海で米空母4隻を発見したとの報告を最後に消息不明。艦長の西内正一少佐以下乗員105名全員行方不明(戦死認定)。
アメリカ側の記録には、26日、米ジョン・C・バトラー級護衛駆逐艦リチャード・M・ローウェル(USS Richard M. Rowell, DE-403)が北緯09度45分 東経126度45分 / 北緯9.750度 東経126.750度の地点でヘッジホッグにより潜水艦を撃沈したとあり、これが伊26の喪失原因として有力視されているが、確固たる証拠はない。
11月21日、レイテ島東方沖で亡失と認定され、1945年（昭和20年）3月10日に除籍された。
撃沈総数は10隻、計56,226トンにのぼり、撃沈隻数、トン数ともに帝国海軍潜水艦の中では第3位を誇る。また、商船と空母2隻、計44,054トンに損傷を与えた。

## 歴代艦長
※『艦長たちの軍艦史』405-406頁による。

### 艤装員長
1. 横田稔 中佐：1941年7月1日[23] - 1941年11月6日[24]

### 艦長
1. 横田稔 中佐：1941年11月6日 -
2. 日下敏夫 少佐：1943年9月18日 -
3. 西内正一 少佐：1944年8月1日 - 11月21日戦死認定